# اقتران حيوي بولولان
اقتران بولولان الحيوي هي أنظمة تستخدم بولولان كسقالة لربط المواد البيولوجية بها، مثل الأدوية. يمكن استخدام هذه الأنظمة لتعزيز توصيل الأدوية إلى بيئات معينة أو آلية التوصيل. يمكن استخدام هذه الأنظمة من أجل إيصال الأدوية استجابةً للمنبهات، وإنشاء إطلاق أكثر تحكمًا واستدامة، وتوفير توصيل أكثر استهدافًا لبعض الأدوية.

## صياغة بولولان
ينتج البولولان بواسطة الميكروبية ذهبية الدعامات الملونة من خلال معالجة الجلوكوز بشكل أساسي، ولكن يمكن أيضًا إنتاجه من المالتوز والفركتوز والجلاكتوز والسكروز والمانوز. في بيئة تجارية، يحصل على بولولان من سلالة ذهبية الدعامات الملونة غير سامة وغير مسببة للأمراض وغير معدلة وراثيًا والتي تُعطى شكلاً سائلاً من النشا في بيئة محددة. يمكن تعديل مادة البولولان المنتجة بظروف مختلفة مثل العناصر الغذائية المقدمة ودرجة الحرارة ودرجة الحموضة ومحتوى الأكسجين والمكملات الأخرى. يجب تزويد الميكروبات بمصدر للكربون والنيتروجين من أجل إنتاج بولولان ويجب أن تكون نسبة الكربون إلى النيتروجين دقيقة من أجل زيادة إنتاج البولولان إلى الحد الأقصى. مطلوب مستويات أعلى من النيتروجين من الكربون لأن الكربون الزائد يمكن أن يقلل من كفاءة الإنزيمات ويمكن أن يؤدي النيتروجين الزائد إلى زيادة إنتاج الكتلة الحيوية، لكنه لا يؤثر على إنتاج البولولان. الأكسجين مهم أيضًا لتكاثر خلايا ذهبية الدعامات الملونة وإنتاج بولولان. يمكن استخدام المزيد من المكملات لزيادة مستوى إنتاج البولولان، مثل زيت الزيتون وفي حين يمكن تغيير ظروف تصنيع بولولان من أجل زيادة العائد، يمكن أيضًا استخدام التعديلات الكيميائية للبولولان لتغيير خصائص بولولان. يحتوي الهيكل غير المعدل لـبولولان على تسع مجموعات هيدروكسيل مرتبطة بالعمود الفقري للجزيء، ويمكن إستبدال مجموعات الهيدروكسيل هذه بمجموعات وظيفية أخرى. بعض الأمثلة على العمليات التي يمكن أن تعدل المجموعات الوظيفية للبولولان تشمل الكبريت، الأسترة، الأكسدة، الأثير، البلمرة المشتركة، التوسط، وغيرها. يمكن إعطاء بولولان شحنة سالبة من خلال إنشاء رابط إستر يربط مجموعة كربوكسيلات بالهيدروكسيل، مما ينتج عنه كربوكسي ميثيل بولولان. البولولان محب للماء ويمكن تعديله ليكون له وظيفة كارهة للماء عن طريق إضافة مجموعة كولسترول. الفائدة الرئيسية لوظيفة مقاومة الماء المضافة هي أنها تجعلها تسمح للبولولان بتكوين مذيلات ذاتية التجميع. تعديل آخر ملحوظ على بولولان هو أستلة بولولان من أجل إنشاء أسيتات البولولان، والتي لها أيضًا وظيفة كارهة للماء. تتمتع أسيتات البولولان بميزة تكوين جسيمات نانوية ذاتية التجميع، والتي يمكن أن تبسط تصنيع بعض المركبات الحيوية البولولانية. يمكن أيضًا استخدام مشتقات بولولان وبولولان من أجل تحسين إستهداف الخلايا السرطانية حيث يمكن أن تتوطن الجسيمات النانوية في الخلايا السرطانية من خلال الالتقام الخلوي بوساطة حمض الفوليك.

## أنظمة مستجيبة للمحفزات

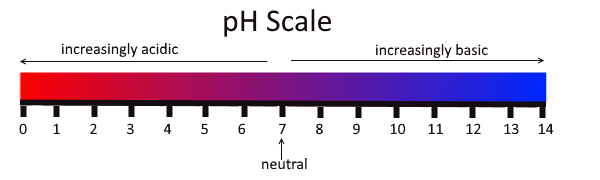
مقياس الأس الهيدروجيني الذي يشير إلى أن الرقم الهيدروجيني من 1 إلى 6 حمضي، وأن الرقم الهيدروجيني 7 متعادل وأن الرقم الهيدروجيني من 8 إلى 14 متعادل.

يمكن تشكيل أنظمة اقتران حيوي بولولان للاستجابة للعديد من المحفزات المختلفة لتعزيز إطلاق الدواء إلى الأنسجة المستهدفة. تشمل هذه المحفزات الأس الهيدروجيني ودرجة الحرارة والحرارة الضوئية والكهربائية والموجات فوق الصوتية والمغناطيسية والإنزيمية. غالبًا ما يستخدم الأس الهيدروجيني لاستهداف أنسجة الورم، حيث أن درجة الحموضة خارج الخلية أكثر حمضية من الخلايا الطبيعية. أظهر هيدروجيل بولولان ومتعدد دوبامين المحمل بالبنفسج الكريستالي سلوكًا مستجيبًا للأس الهيدروجيني بسبب بروتون المتعدد دوبامين، مما زاد من إطلاق البنفسج البلوري في البيئة الحمضية. أظهرت الدراسة أنه عند درجة حموضة البيئة خارج الخلية الطبيعية، 7.4، تطلق حوالي 60%من الكريستال البنفسجي مقارنةً بإطلاق 87% عندما يكون الرقم الهيدروجيني 5.0. قد يساعد استخدام الأنظمة المستجيبة للأس الهيدروجيني لعلاج السرطان في القدرة على التغلب على مقاومة الدواء وكذلك منع الضرر الزائد للأنسجة السليمة. يتشكل نظام بولولان آخر مستجيب للأس الهيدروجيني مع بولولان ودوكسوروبيسين حيث تربط دوكسوروبيسين بالبولولان بواسطة روابط هيدرازون. يختبر إطلاق عقار دوكسوروبيسين عند اثنين من الأس الهيدروجيني، 7.4 و5، حيث يكون الهيدرازين مستقرًا عند 7.4 وينقسم في البيئات الحمضية. دعمت نتائج هذه الدراسة نتائج دراسة بولولان ومتعدد دوبامين، حيث يطلق دوكسوروبيسين بشكل أسرع في البيئة الحمضية من الرقم الهيدروجيني الذي يعكس بيئة الخلية الطبيعية خارج الخلية. يمكن أيضًا استخدام درجة الحرارة كمحفز للتحكم في إطلاق الدواء من أنظمة بولولان. يمكن استخدام أنظمة بولولان المستجيبة للحرارة جنبًا إلى جنب مع علاجات التوليد الحراري للسرطان من أجل تحسين العلاج. صنعت الجسيمات النانوية المكونة من بولولان كاربوكسي ميثيل المؤكسد من فترة زمنية مع اثنين من جيفامينس وأظهرت أن حجم الجسيمات النانوية يمكن أن ينخفض مع زيادة درجة الحرارة. يتناقص حجم الجسيمات النانوية مع زيادة درجة الحرارة بسبب زيادة درجة الحرارة التي تعزز التفاعلات الكارهة للماء للهيكل. يمكن أن يؤدي تغيير درجة الحرارة إلى ديناميكيات التدفئة أو التبريد التي يمكن عكسها، مما يسمح بخصائص فريدة من حيث إطلاق الدواء. يمكن تغيير البولولان بإستخدام محسّسات ضوئية من أجل توفير تفاعل حراري محكوم في المنطقة المستهدفة. يمكن إضافة سبيروبيرين إلى بولولان من أجل العمل كمحسس ضوئي. يمكن استخدام المنبهات الكهربائية لتغيير توصيل الأدوية من خلال التركيبات البولية. صنع  بوليمر بولي أكريلاميد الكسب غير المشروع بولولان واستخدامه في توصيل طرطرات الريفاستيجمين عبر الجلد. في هذه الدراسة، أظهر إستخدام المحفزات الكهربائية القدرة على زيادة معدل الانتشار وبطريقة تعمل كمفتاح يمكن التحكم فيه للتحكم في معدل الإنتشار. يمكن استخدام أنظمة بولولان لتحسين التصوير بالموجات فوق الصوتية، حيث أظهر بولولان الكسب غير المشروع متعدد (كاربوكسيبيتين ميثاكريلات) القدرة على توليد ثاني أكسيد الكربون استجابةً للموجات فوق الصوتية، مما عزز التباين. أنشئت الجسيمات النانوية لأكسيد الحديد الفائق المغناطيسية (سبيونس) والتي لها خصائص مغناطيسية، والتي أظهرت تحسين الإمتصاص وتقليل السمية الخلوية. يمكن أيضًا استخدام الإنزيمات لتحفيز آليات إطلاق الدواء، مثل كيفية استخدام الإستراز لفصل المحفزات الضوئية منبولولان من أجل زيادة التفاعل الضوئي. كما هو موضح في المثال الأخير، لا يجب أن تكون آليات استجابة المحفزات هذه مستقلة. يمكن إستخدامها في مجموعات من أجل تحسين فعالية توصيل الدواء.

## آلية بولولان ذاتية التجميع

عرض توضيحي لهيكل ميسيل مع قلب كاره للماء وسطح محب للماء.

عندما تتعدل بولولان بوظيفة كارهة للماء، مثل الكوليسترول، فإن مشتق بولولان يشكل حويصلات ذاتية التجميع يمكنها تغليف عقار مسعور. مع المجموعة الوظيفية الكارهة للماء، فإن مشتق بولولان عبارة عن جزيء برمائي، والذي يكون عندما يكون في بيئة مائية مذيلة. هذا الميسيل له شكل خارجي محب للماء مع العمود الفقري بولولان ونواة كارهة للماء بسبب المجموعة الوظيفية المضافة إلى بولولان. الجسيمات النانوية المتكونة كروية، يبلغ متوسط حجمها 20-30 نانومتر وفقًا لقياسات تشتت الضوء الديناميكي، ويمكن الحفاظ عليها في الظروف الفسيولوجية. كوليستريل بولولان هو مثال على مشتق بولولان القادر على تكوين آليات ذاتية التجميع وقد استخدمت في الأدوية المضادة للسرطان. يمكن تعديل حجم الجسيمات النانوية المُجمَّعة ذاتيًا عن طريق تغيير كمية الكوليسترول المرتبط بالبولولان. كلما زاد عدد بدائل الكوليسترول، قل تكوين الجسيمات النانوية. أنشئت بي أي وبي أي (أف بي أي) وتشكيل جزيئات نانوية ذاتية التجميع، والتي استخدمت لتوصيل مادة إيبيروبيسين. دمجت مشتقات البولولان مع الذهب لتشكيل جزيئات نانوية ذاتية التجميع قادرة على تحميل دوكسوروبيسين. أنشئت موصلات بولولان - ديكساميثازون الحيوية والتي تعرض أيضًا جسيمات نانوية ذاتية التجميع يبلغ حجمها التقريبي 400 نانومتر وأظهرت أنها تمدد إطلاق الديكساميثازون.

## مضاد للسرطان
يستخدم بولولان كمنصة بيو-إقتران من أجل تعزيز إيصال العلاجات الكيميائية. يمكن إنشاء مشتقات البولولان من أجل استهداف الخلايا السرطانية على وجه التحديد. فيما يتعلق بعلاجات السرطان، يمكن استخدام بولولان لتغليف علاجات السرطان الكارهة للماء من خلال المذيلات المجمعة ذاتيًا، ويمكن ربطها بالعقاقير على شكل إقتران حيوي، ويمكن إستخدامها لطبيعتها المستجيبة للأس الهيدروجيني. تشمل أدوية السرطان التي استخدمت مع بولولان دوكسوروبيسين وباكليتاكسيل وإبيروبيسين وميتوكسانترون و10 هيدروكسي كامبتوثين. يمكن ترقيم مشتقات البولولان من أجل الإستفادة من الكثافة العالية لمستقبلات الفولات على الخلايا السرطانية. حُمِّلت دوكسوروبيسين في مذيلات بولولان ومذيلات فولاذية للتسليم المستهدف للخلايا السرطانية من خلال الإلتقام الخلوي بوساطة حمض الفوليك. يُظهر استخدام جزيئات البولولان النانوية المُحمَّلة سمية أقل ومستويات أعلى من تراكم الأدوية داخل الخلايا السرطانية. كما أن حساسية الأس الهيدروجيني للبولولان تجعل البولولان مرشحًا جيدًا لتوصيل العلاج الكيميائي، حيث يمكن تغيير البولولان بواسطة البيئة الحمضية للورم لتوفير إطلاق مستهدف. كما استخدمت جزيئات بولولان النانوية لتوصيل باكليتاكسيل وثبت أنها مستقرة في ظل ظروف بيئية مختلفة. مشتقات الكركمين بولولان لها تأثير كبير في إستهداف خلايا سرطان الكبد، حيث يزيد بولولان من قدرة الكركمين على الذوبان، وبالتالي يسمح للخلايا بامتصاص الكركمين بشكل صحيح. يمكن أيضًا استخدام مذيلات بولولان لتوصيل الجينات، مثل p53، من أجل قمع تطور الورم. يحمي بولولان الحمض النووي الريبي أو الحمض النووي من التحلل من الإنزيمات داخل الجسم، مما يتيح القدرة على العلاج الجيني لعلاج السرطان. أظهرت إضافة حمض الأسكوربيك إلى المركبات الحيوية التي تحتوي على بولولان خصائص مضادة للتوتر، والتي يمكن أن تحسن مشتقات البولولان الكاتيونية المعدلة. هناك العديد من العوامل التي تجعل بولولان منصة مناسبة لتوصيل الأدوية لعلاجات السرطان. تتضمن بعض هذه العوامل التعديلات الكيميائية، وإستجابة الأس الهيدروجيني، فضلاً عن قدرة البولولان على تكوين مذيلات ذاتية التجميع يمكنها حماية العلاجات من الجهاز المناعي.
أجري بحث في المختبر حيث غيرت الجسيمات النانوية المصنعة من أسيتات البولولان مع الفولات ثم تحميلها بمادة الإبيروبيسين. أظهرت هذه الدراسة أن استخدام تعديل حمض الفوليك فيبولولان زاد من السمية الخلوية للعقار وكذلك أطلق الدواء بمعدل أسرع من أسيتات بولولان غير المقشر.أجري بحث على نظام فائق بولولان آخر، حيث رقمت الجسيمات النانوية المصنوعة من الذهب بولولان وتغليفها بالدوكسوروبيسين. قدمت جسيمات الذهب النانوية بولولان إطلاقًا متحكمًا في الأس الهيدروجيني للدوكسوروبيسين وأظهرت سمية أقل للخلايا غير السرطانية من دوكسوروبيسين بدون منصة حاملة. طورت أنظمة كوليستيرول بولولان لتقديم لقاحات بروتينية وأظهرت نجاحًا في توليد درجات مختلفة من الإستجابات المناعية بإستخدام خلايا CD4 T. أنشىء أسيتات بولولان البيوتينيلاتيد لأنها تحتوي على وظائف فيتامين H، مما يساعد على زيادة مستوى التفاعل مع الخلايا السرطانية. العيب في فيتامين البيوتين هو أن زيادته يزيد من تفاعل الجسيمات النانوية مع الخلايا السرطانية، ولكنه يقلل أيضًا من تركيز الدواء في الجسيمات النانوية بسبب التغير في كره الماء. يمكن إجراء تعديلات على بولولان لتعزيز الإطلاق المتحكم فيه للأدوية، مثل بولولان-ج-متعدد (ل-لاكتيد) بسبب طبيعة المكون البوليمري غير القابل للذوبان في الماء. إقترن دوكسوروبيسين مع بولولان من خلال روابط الهيدرازون، ولكن تبين أن نشاطها السام للخلايا أقل من دوكسوروبيسين بدون منصة توصيل.

## تطبيقات داخل الجسم الزجاجي
تعد مساحة العين منطقة صعبة لتوصيل الأدوية إليها، وبالتالي يجب أخذ إعتبارات توصيل الأدوية الخاصة في الإعتبار. الحقن داخل الجسم الزجاجي هي طريقة شائعة لإيصال الأدوية إلى العين. يمكن إستخدام أنظمة بولولان في الحقن داخل الجسم الزجاجي لتطوير عقاقير طويلة الأمد وبالتالي تتطلب حقنًا أقل تكرارًا. نظرت إحدى الدراسات في روابط كيميائية مختلفة إلى بولولان لإختبار فعالية هذه الروابط في إطالة إطلاق رودامين بي. استخدمت هذه الدراسة روابط الأثير (Pull-Et-RhB) والهيدرازون (Pull-Hy-RhB) والإستر (Pull-Es-RhB) لتوليد إقتران حيوي بولولان. أشارت النمذجة خارج الجسم الحي لإطلاق الدواء إلى أن الدواء ينتشر بشكل أبطأ في الخلط الزجاجي منه في الماء. كانت رابطة الأثير مستقرة عند اختلاف الأس الهيدروجيني، بينما أطلقت رابطة الهيدرازون والإستر الدواء بشكل أسرع في درجة حموضة أكثر حمضية، مما يعكس درجة الحموضة في الإندوسومات. أظهر الهيدرازون (Pull-Hy-RhB) أن نظام توصيل الدواء هذا كان قادرًا على توصيل الدواء إلى شبكية العين من خلال إختبار الدم في أوعية الشبكية.

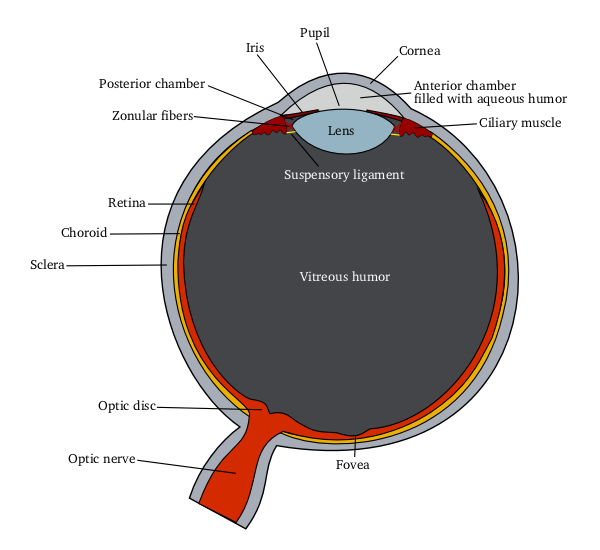
تشريح العين البشرية بما في ذلك الجسم الزجاجي الذي يحتوي على الخلط الزجاجي.

وقد بحثت دراسات أخرى في إنشاء وفعالية المركبات الحيوية التي تحتوي على بولولان-ديكساميثازون للحقن داخل الجسم الزجاجي. صنعت الدراسة جسيمات نانوية بولولان ذاتية التجميع مع ديكساميثازون مرتبطة من خلال روابط الهيدرازون. كررت هذه الدراسة أن إطلاق الدواء كان سريعًا في درجة الحموضة الحمضية التي تحاكي درجة الحموضة في الجسيمات الحالة. كان الإختلاف في إطلاق الدواء هو أنه عند درجة الحموضة في الجسم الزجاجي، استغرق الدواء أسبوعين لإطلاق نصف الدواء، بينما إستغرق يومين فقط، عندما يكون في درجة الحموضة الليزوزومية. أجري تحليل حركية الدواء على نظام الإقتران الحيوي هذا وكشف أن الديكساميثازون قد أطلق في الخلط الزجاجي وأنه بقي لمدة ستة عشر يومًا وأن كمية كبيرة من الإقتران الحيوي تركت الخلط الزجاجي سليمة. بشكل عام، تُظهر الدراسات المتعلقة بالمقترنات الحيوية لـبولولان للتطبيق في الحقن داخل الجسم الزجاجي أن بولولان يمكن أن يوفر إطلاقًا مستدامًا بالإضافة إلى السماح للعقار بالوصول إلى الشبكية.

## تطبيقات أخرى
يحتوي بولولان على العديد من التطبيقات الأخرى وسيسرد هذا القسم بعض التطبيقات الإضافية التي لم تتناول مسبقًا في هذه المقالة. يمكن استخدام بولولان كمادة سقالة للخلايا الجذعية، مثل الخلايا الجذعية الوسيطة. يمكن أن يقترن بولولان بجزيئات حساسة للضوء من أجل إستخدامه مع العلاج الضوئي. يمكن تعديل بولولان ليكون عامل تباين للتصوير بالرنين المغناطيسي بعدة طرق مثل الأكسدة وإتحادات أكسيد الحديد وإتحادات الكاتيون. ثيولات بولولان من أجل توليد خصائص لاصق مخاطي. عُدّل هذا النظام اللاصق المخاطي بشكل إضافي عن طريق الترقق بوليولان لتوفير إطلاق دوائي مستمر. طورت دراسة نظام بولولان عبر الجلد قادر على توصيل طرطرات ريفاستيجمين إستجابة للمحفزات الكهربائية الخارجية. يمكن تحميل أنظمة بولولان بعدد كبير من الأدوية المختلفة بما في ذلك الأدوية المضادة للإلتهابات ومضادات الدهون ومضادات السكر في الدم. يمكن استخدام أنظمة بولولان لعلاج أمراض القلب من خلال توصيل حاصرات بيتا ومثبطات الإنزيم المحول للأنجيوتنسين. يمكن أيضًا استخدام بولولان فيما يتعلق بأمراض العظام حيث يمكن إستخدامها لتوصيل البايفوسفونيت ويمكن أن تساعد في تصوير تجديد العظام من خلال التصوير بالرنين المغناطيسي.